# 八王子市立七国小学校
八王子市立七国小学校（はちおうじしりつ ななくにしょうがっこう）は、東京都八王子市七国五丁目にある市立小学校である。2003年（平成15年）創立。

## 概要
都市再生機構が事業主体の「南八王子土地区画整理事業」により開発されたみなみ野シティ（八王子ニュータウン）内に計画された小学校3校のうち1校（もう2校は、八王子市立みなみ野小学校、八王子市立みなみ野君田小学校）。学校が定めた目標は、『自分を伸ばします・進んで学びます・心をみがきます・体をきたえます』である。八王子市小中一貫教育に関する基本方針にのっとり、小中学校での9年間を見通した教育活動を八王子市立七国中学校と共同で行っている。知的障害の生徒向けの特別支援学級である「ひばり学級」や、特別支援教室「なないろ」を設置している。

## 沿革
- 2003年（平成15年）2月1日 - 初代二田孝校長就任。
- 2003年（平成15年）4月1日 - 開校。
- 2004年（平成16年）2月6日 - 開校記念式典を開催。校章制定。
- 2004年（平成16年）4月30日 -「どんぐりの会」設立総会。
- 2007年（平成19年）4月1日 - 第二代 吉村潔   校長就任。
- 2010年（平成22年）4月1日 - 第三代 宇都宮聡 校長就任。
- 2012年（平成24年）4月1日 - 第四代 清水俊幸 校長就任。
- 2013年（平成25年）6月30日 - 校舎増築工事着工[2]（さくら棟　※4年生の教室と、図書室がある。)
- 2014年（平成26年）2月 - 校舎増築工事竣工[2]。
- 2017年（平成27年）4月1日 - 第五代鈴木淳 校長就任。
- 2021年（令和3年）4月1日 - 第六代小林佳世 校長就任。
- 2023年（令和5年）4月1日 - 第七代長田猛 校長就任。

## 不祥事
2016～18年度にいじめ防止などのため実施したアンケートについて、回答用紙の一部を紛失していたことが、2020年に判明した。市教育委員会と七国小学校によると25学級で実施した54回分で全体の2割に相当する。このアンケートは年2回以上実施し、生徒の卒業後3年間は保管するよう市教委が定めている。学校では本来、すべての回答用紙をまとめて保管することにしていたが、クラスの担任が学校に提出しなかったり、保存期間のルールを知らなかったりした結果、誤って廃棄された可能性が高いとしている。学校では、廃棄判明後すぐに説明会を開いて保護者に経緯を説明し、謝罪した。当時の鈴木淳校長は「いじめの防止などに役立てるべき調査の取り扱いが不適切で反省しています。教員の研修会を開くなどして再発の防止に努めます」と話した。これを受けて市教委は、全市立小中学校を対象に保管状況の調査を始めた。

## アクセス
京王バス「みなみ野循環」 「七国」バス停 下車１分。 